# Sturmbannführer

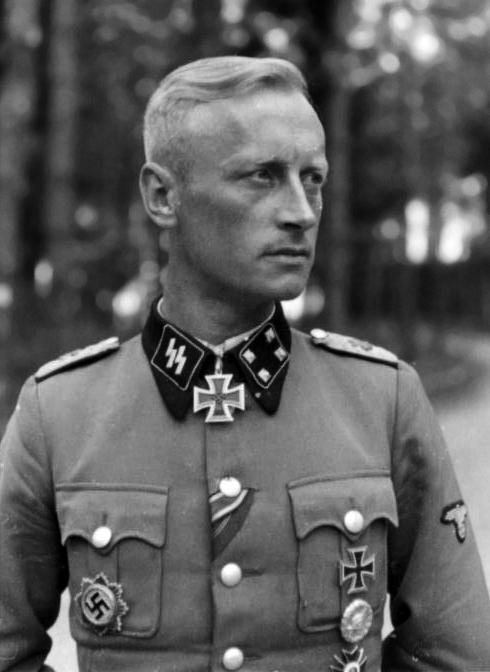
SS-Sturmbannführer Max Hansen (1908–1990) år 1943. Runt halsen bär han Riddarkorset av Järnkorset. Därtill har han dekorerats med Tyska korset i guld, Järnkorset av första klassen, Såradmärket i silver och Militärorden för tapperhet i krig.

Sturmbannführer var en grad inom SS, motsvarande major inom armén. 

## Sturmbannführer i urval
- Hans Aumeier
- Wilhelm Beisner
- Wernher von Braun
- Gerhard Erren
- Emil Haussmann
- Hermann Höfle
- Walter Liska
- Gerhard Littschwager
- Otto Günsche
- Paul Maitla
- Robert Verbelen
- Hans Maubach
- Georg Michalsen
- Kurt Stage
- Georg Wippern
- Christian Wirth
- Ernst Lerch
- Waldemar Krause
- Eduard Jedamzik

## Gradbeteckningar för Sturmbannführer i Waffen-SS

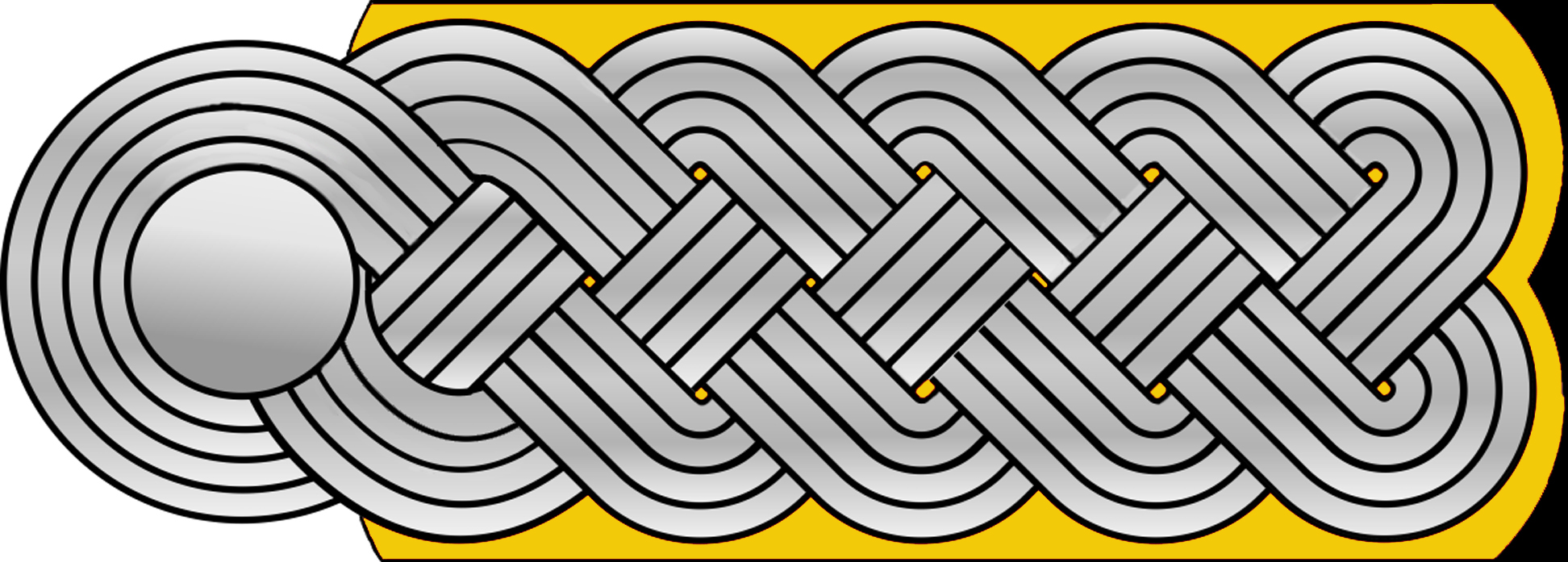
Axelklaff
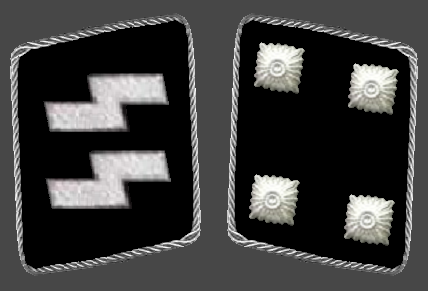
Kragspeglar
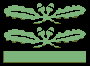
Kamouflage
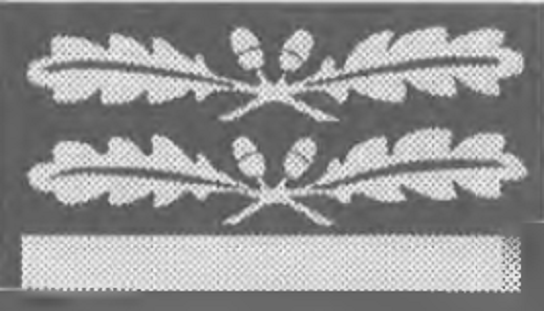
Kamouflage